# Tatort: Das Muli
Das Muli ist ein Fernsehfilm von Stephan Wagner aus der Krimireihe Tatort, der erstmals am 22. März 2015 im Programm der ARD Das Erste ausgestrahlt wurde. Es handelt sich  um die 940. Folge der Tatort-Reihe. Für das Berliner Ermittlerteam Rubin und Karow, verkörpert von Meret Becker und Mark Waschke, ist es ihr erster gemeinsamer Fall. Die Haupt-Gaststars dieser Folge sind Emma Bading, Theo Trebs, Kida Khodr Ramadan und Robert Gallinowski.

## Handlung
Die 13-jährige Johanna irrt orientierungslos mit blutverschmierter Kleidung durch die Stadt. Sie ruft weinend ihren älteren Bruder Ronny an, der sie am nächsten Morgen schließlich findet. Derweil werden die Ermittler Rubin und Karow zu einer als Ferienwohnung genutzten Etagenwohnung gerufen. Die zweifache Mutter und Kriminalhauptkommissarin Nina Rubin hat eigentlich heute Urlaub und Probleme mit ihrem Ehemann, den sie betrügt und der sie schließlich verlässt. Kriminalhauptkommissar Robert Karow, der sich vom Drogendezernat versetzen ließ, nachdem sein Partner unter mysteriösen Umständen bei einem Einsatz ums Leben kam, hat heute seinen ersten Arbeitstag bei der Mordkommission. Im Badezimmer der Wohnung muss sich ein Blutbad abgespielt haben. Die Spurensicherung kann feststellen, dass in der Wohnung eine junge Frau getötet und zerlegt worden ist, eine Leiche finden die Beamten allerdings nicht. Der Vermieter sagt aus, dass ein türkischer Geschäftsmann namens Hamid Yilmaz die Wohnung für seine beiden Töchter angemietet hat. Die Töchter waren braungebrannt, sahen aber keineswegs türkisch aus. Die Überprüfung an der angeblichen Meldeadresse des Geschäftsmannes ergibt, dass seine Identität falsch ist.
Johanna und ihr Bruder Ronny halten sich in der Straßenszene am Bahnhof Zoo auf. Als eine Limousine mit einem südländisch aussehenden Mann dort angefahren kommt und der Fahrer Erkundigungen einholt, drängt Johanna ihren Bruder zur überstürzten Flucht. Die Geschwister können dem Mann und seinem Helfer entkommen, allerdings verliert Ronny sein Smartphone, das der Mann findet. Ronny, der in einer geschlossenen Jugendeinrichtung untergebracht war und seine Schwester deshalb längere Zeit nicht gesehen hat, erfährt von ihr, dass sie zusammen mit einer Freundin zu einem Urlaub nach Acapulco eingeladen worden ist. Ronny organisiert eine Bleibe, indem er sich und seine Schwester von seinem Freund Kai, der bei einem Sicherheitsdienst im Airport-Hotel des noch nicht eröffneten Flughafens Berlin-Brandenburg arbeitet, dort einquartieren lässt. Karow beauftragt die Hospitantin Anna, die Fluggastdaten und die Überwachungskameras des Flughafens Berlin-Tegel zu checken, da die beiden Mädchen Urlaubsbräune aufwiesen. In der Tat werden die Beamten fündig und können einen Mann ermitteln, der zwei Mädchen, auf welche die Beschreibung passt, vom Flughafen abholte. Karow erkennt in ihm Mehmet Erdem, einen türkisch-kurdischen Drogendealer der mittleren Ebene. Erdem wird bereits von seinem „Vorgesetzten“ Berger unter Druck gesetzt, der ihm anlastet, er habe Johanna entkommen lassen.
Die zerstückelte Leiche der jungen Frau aus der Wohnung wird in einer Müllverwertungsanlage entdeckt. Ihre Bauchdecke ist aufgeschnitten worden. Karow weiß aus seiner Zeit im Drogendezernat, dass sie und das andere Mädchen wahrscheinlich als „Mulis“ missbraucht wurden, denen Geld und ein Urlaub in einem exotischen Land geboten wurde, damit sie dort in Kondome verpackte Drogen schlucken und sie in ihrem Körper nach Deutschland schmuggeln. Für die Polizisten beginnt somit ein Wettlauf mit der Zeit, da auch das vermisste zweite Mädchen eine größere Drogenmenge in ihrem Körper haben muss. Das tote Mädchen kann als Barbara Krebs identifiziert werden, sie war Studentin, hatte aber das Studium abgebrochen und brauchte offensichtlich Geld. Johanna erzählt Ronny, wie sie angeworben wurden und dass nach ihrer Rückkehr, als sie in der Ferienwohnung auf die natürliche Wiederkehr der verschluckten Drogen warten sollten, bei Barbara anscheinend einige der verschluckten Drogenbeutel geplatzt sein mussten. Als sie sich in Bauchkrämpfen wand, erschienen Erdem und sein Helfer, schleppten sie ins Bad, ermordeten sie dort und holten sich die restlichen Drogenbeutel, indem sie die Leiche ausweideten. Als Johanna sah, was sich im Bad abspielte, flüchtete sie verstört und geschockt heimlich aus der Wohnung. Ronny möchte zur Polizei gehen, doch Johanna hat Angst, da Erdem jemanden beim LKA kenne.
Durch die Verbindungsdaten von Barbaras Handy ermitteln Karow und Rubin, dass sie mit Johanna Michels, einem 13-jährigen Pflegekind, in letzter Zeit oft telefoniert hatte. Die Pflegemutter kann Johanna auf dem Foto identifizieren und den Hinweis auf ihren älteren Bruder namens Ronny geben. Durch die Auswertung von Johannas Handydaten ermitteln sie das geschlossene Heim, in dem Ronny lebte. Er ist nach dem Anruf seiner Schwester von dort geflohen, drei Wochen vor seiner regulären Entlassung.
Karow und Rubin beobachten Erdem, der zur Tarnung als Dönerfabrikant auftritt und nun offensichtlich Johanna sucht. Erdem ruft Karow an und fordert ihn auf, die Ermittlungen in seine und Bergers Richtung einzustellen, sonst werde er sterben. Karow schickt Rubin nach Hause und ermittelt auf eigene Faust weiter. Berger zwingt unterdessen Erdem, seinen Handlanger zu erschießen, da dieser aussteigen wollte. Ronny ist derweil um seine Schwester besorgt, der es schlecht geht. Er hat ihr Abführmittel verabreicht, ohne zu wissen, dass dies das Platzen der Drogenbeutel verursachen kann. Per Handyortung ermittelt die Polizei schließlich Johannas Aufenthaltsort am neuen Flughafen. Karow, der die Information erhält, behält sie für sich und informiert stattdessen Erdem, der umgehend dorthin fährt. Karow will Berger und Erdem im Alleingang dort stellen und ist dafür bereit, die beiden Geschwister als Lockvögel zu missbrauchen.
Rubin erfährt inzwischen, dass Kai im Flughafen-Hotel arbeitet und kombiniert daher, dass auch Ronny und Johanna dort sind. Sie fährt alleine dorthin und trifft in der Eingangshalle des verlassenen Gebäudes zu ihrer Überraschung auf ihren Kollegen Karow. Sie finden Kai und seinen Wachhund erschossen vor. Johanna und Ronny hören die Gangster kommen und fliehen, doch Erdem verfolgt und stellt sie im Restaurant. Bei einem Handgemenge wird Ronny von Erdem angeschossen, bevor Karow ihn stellen und festnehmen kann. Während Johanna und Ronny in ein Krankenhaus gebracht werden, bietet Erdem Karow seine umfassende Aussage an, wenn er und seine Familie in das Zeugenschutzprogramm aufgenommen werden. Bevor Karow ihm antworten kann, wird Erdem durch einen gezielten Kopfschuss aus der Ferne getötet. Wer der Täter ist, bleibt unklar, und somit sind die Drahtzieher des Drogenschmuggelrings für Karow wieder nicht zu fassen.

## Produktionsnotizen

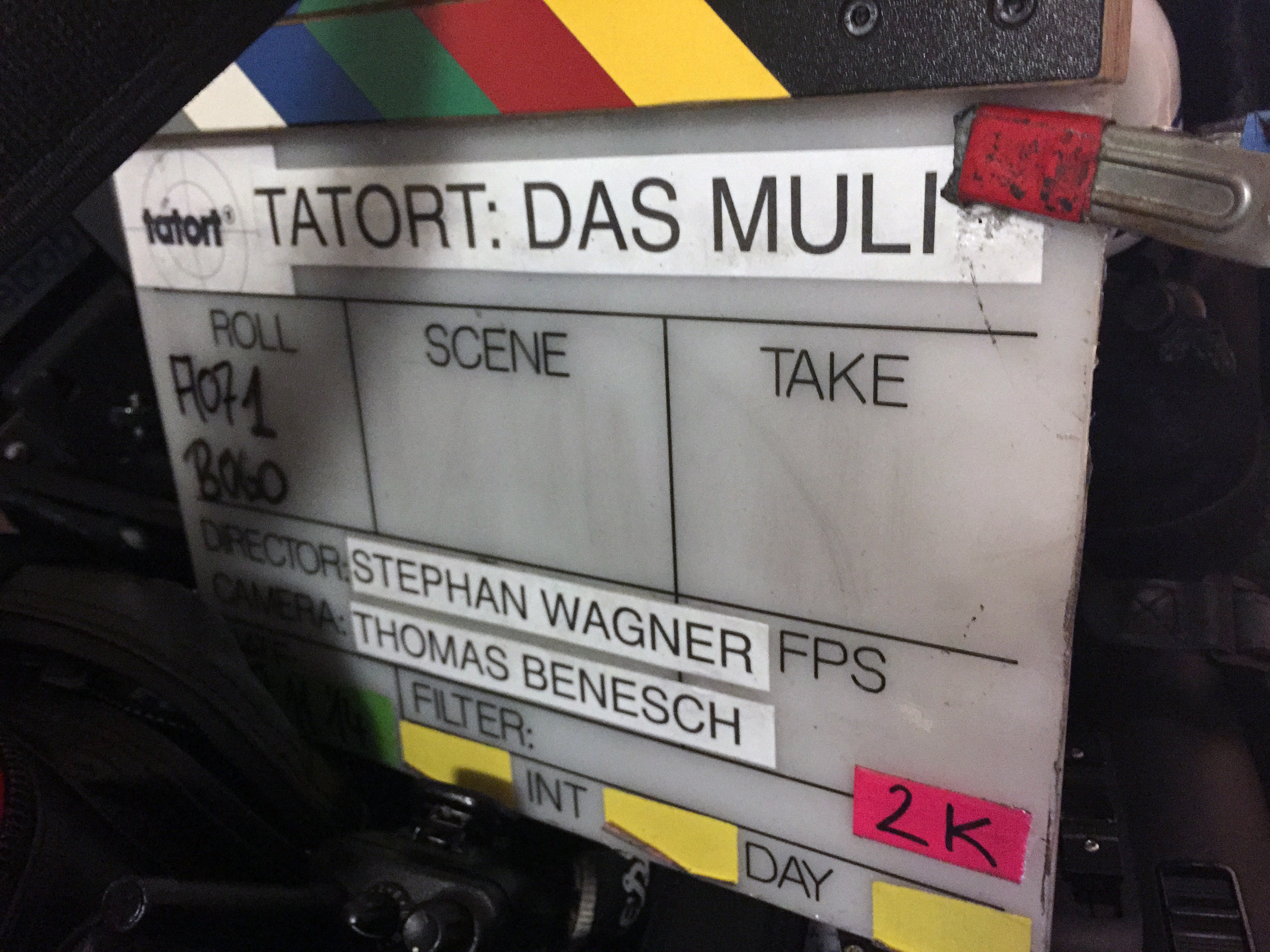
Filmklappe der Dreharbeiten vom 12. November 2014

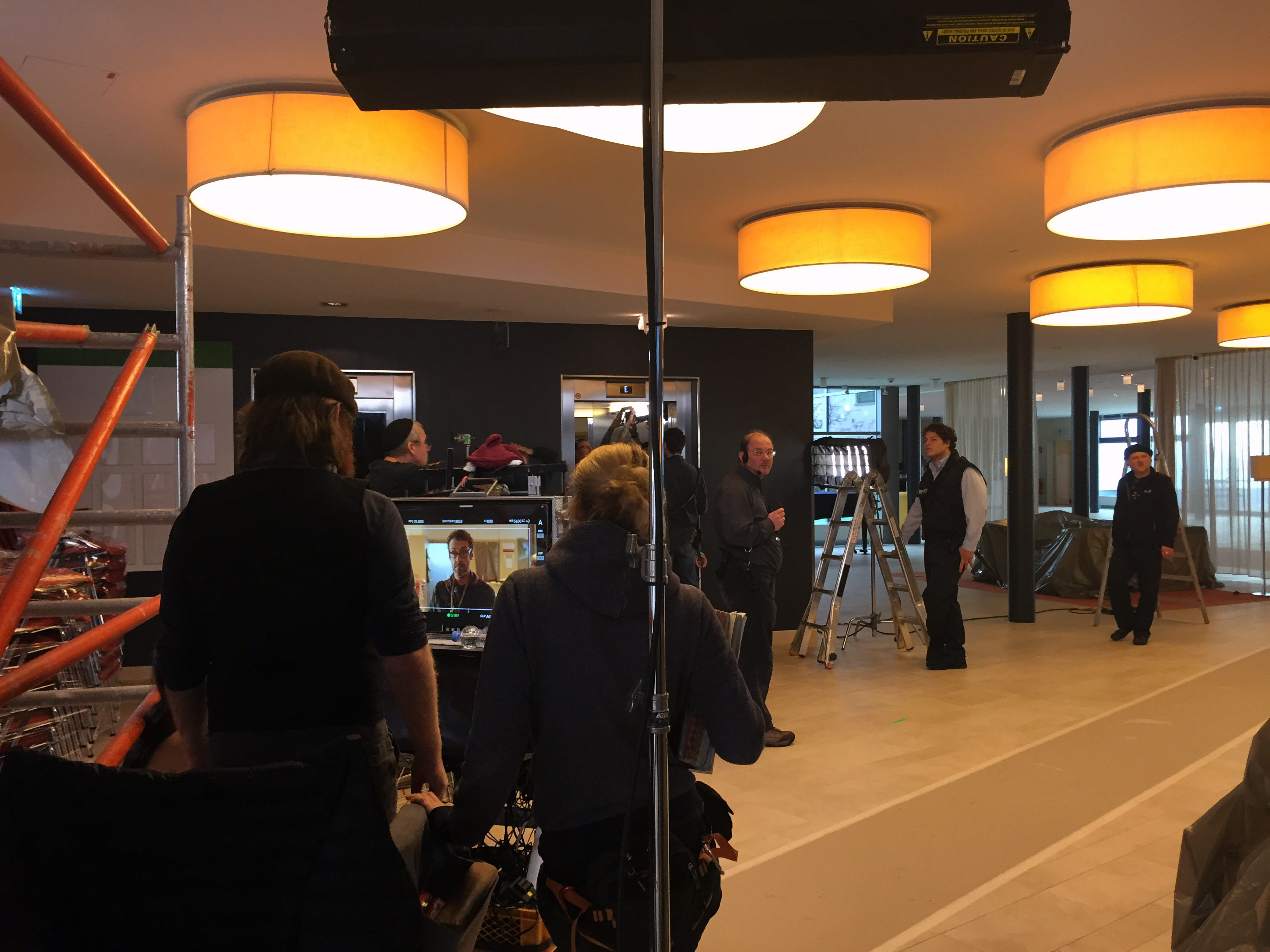
Dreharbeiten im Hotel Holiday Inn am Flughafen Berlin-Schönefeld

Der Film wurde vom 28. Oktober 2014 bis zum 5. Dezember 2014 in Berlin gedreht. Als Kulisse diente u. a. das Hotel Holiday Inn Schönefeld in der Nähe des Flughafens Berlin-Schönefeld. Die Uraufführung mit Vorstellung des neuen Teams fand am 9. März 2015 im Berliner Kino Babylon statt.
Als Filmmusik fand u. a. der Musiktitel Ich will nicht nach Berlin von Kraftklub Verwendung.
Ronny Michels liest in der Folge den Jugendroman Tschick von Wolfgang Herrndorf aus dem Jahr 2010.

## Rezeption

### Kritik
Der Kritiker Christian Buß reagierte im Magazin Der Spiegel abwartend und begründete das folgendermaßen: „Eine starke Dynamik entwickelt die Geschichte allerdings trotz Schnittgewitter noch nicht. Aber das ist zum Teil wohl auch der Tatsache geschuldet, dass man sich hier nach Vorbild amerikanischer Serien an einer horizontalen Erzählweise versucht, da müssen erst mal viele Personen und Konflikte eingeführt werden. […] Bleibt zu hoffen, dass der Berliner 'Tatort' in den nächsten Folgen das Tempo und Timing findet, um uns endgültig mitzunehmen. Bei der Koks-Episode fühlt man sich gelegentlich, als versuche man den Gedanken eines Gesprächspartners zu folgen, der ein ordentliches Näschen genommen hat.“
Holger Gertz befasste sich in den Süddeutschen Zeitung mit dem Film und ließ durchblicken, dass er davon angetan war: „Rubin und Karow sind nicht verrückt, sie sind verloren. Aber Meret Becker ist sehr toll, sensibel und rotzig, und Mark Waschke schaut aus traurigen Eiswürfelaugen auf sein Berlin. Ein sehenswertes neues Team, und die Bestätigung eines Trends: Während im öffentlich-rechtlichen Showfernsehen demnächst Eier ausgebrütet werden, überwindet der Tatort öfter mal die tatorttypische Bräsigkeit.“

### Einschaltquote
Die Erstausstrahlung von Das Muli am 22. März 2015 wurde in Deutschland von 10,19 Millionen Zuschauern gesehen und erreichte einen Marktanteil von 27,1 % für Das Erste.